# Arbejdsdirektoratet
Arbejdsdirektoratet var et direktorat under Beskæftigelsesministeriet.
Arbejdsdirektoratet havde det overordnede ansvar for administrationen af de forsørgelsesydelser, som a-kasser og kommuner udbetalte i forbindelse med ledighed, sygdom, orlov og tilbagetrækning fra arbejdsmarkedet.
Arbejdsdirektoratet administrerede tillige reglerne om ret til ferie og feriepenge.

## Nedlæggelse
Arbejdsdirektoratet blev nedlagt den 1. januar 2011. Direktoratets opgaver blev i stedet overdraget de tre styrelser 
Arbejdsskadestyrelsen, Pensionsstyrelsen og Arbejdsmarkedsstyrelsen.